# Morelia spilota cheynei
Morelia spilota cheynei, hay trăn rừng rậm, là một phân loài trăn được tìm thấy ở các khu rừng mưa nhiệt đới tại Queensland, Úc.

## Từ nguyên
Tên cụ thể của nó là cheynei, đặt theo tên của Cheyne Wellington.

## Phạm vi địa lý
Địa điểm loại được đưa ra là "Ravenshoe, trên cao nguyên Atherton, phía bắc Queensland, ở Vĩ độ 17°36' Nam, Kinh độ 145°29' Đông" (Úc).

## Kích cỡ
Những con trăn trưởng thành cỡ trung bình của loài này thường có chiều dài tổng thể là 1,5–2,1 m (5–7 ft). Tuy nhiên, những con trăn cái bắt được trong tự nhiên có thể dài hơn 2,6 m (8,5 ft). Giống như hầu hết các loài rắn, con trăn cái thường lớn hơn con trăn đực.

## Ăn mồi
Giống như tất cả các loài rắn khác, loài trăn bán sống trên cây rừng (semiarboreal) này là loài ăn thịt. Chúng ăn các loài gặm nhấm cỡ trung bình như chuột cống, chuột nhắt và ăn thỏ con khi chúng bị nuôi nhốt.

## Tham khảo

Một con non trong môi trường nuôi nhốt